# Hooch Boulandt
Hooch Boulandt is een buurt in het stadsdeel Binnenstad in de stad Utrecht, de hoofdstad van de provincie Utrecht. De buurt werd in de jaren '90 van de twintigste eeuw gebouwd, nadat in 1989 het Academisch Ziekenhuis was verhuisd naar De Uithof. De naamgeving van de buurt is ontleend aan oude stadskaarten, waarop de term houch boulandt vermeld werd om de hoger gelegen landbouwgrond ten westen van de binnenstad aan te duiden. 

## Ligging
De buurt is gelegen tussen de Catharijnesingel en de spoorweg en wordt begrensd door het Moreelsepark en de Bleekstraat of - daar zijn de meningen verdeeld over - Vaartsestraat. Het gebied was in de zeventiende eeuw onderdeel van het nooit uitgevoerde uitbreidingsplan van burgemeester Hendrick Moreelse.

## Bebouwing
Op het oude AZU-terrein zijn grote appartementenblokken gebouwd. Deze bevatten alleen woningen voor hogere inkomens, geen sociale woningbouw. Drie gebouwen van het voormalige Academische Ziekenhuis zijn behouden gebleven en verbouwd tot appartementencomplexen, te weten het Hoofdgebouw en het Zusterhuis aan de Catharijnesingel, en de Kliniek voor Psychiatrie, Neurologie en Neurochirurgie aan de Nicolaas Beetsstraat. Langs het spoor zijn kantoren gebouwd die mede dienen als geluidswal.

## Voorzieningen
De buurt heeft een bushalte gelegen aan de Catharijnesingel, genaamd Hoogh Boulandt.
De buurt heeft geen winkels. Om die reden werd in 1997 de Sint-Martinusbrug, een loopbrug ontworpen door architect Wiek Röling, in gebruik genomen, zodat bewoners de singel kunnen oversteken naar het winkelgebied in de Twijnstraat. Dit leverde de brug de bijnaam Yuppenbrug op.

## Galerij

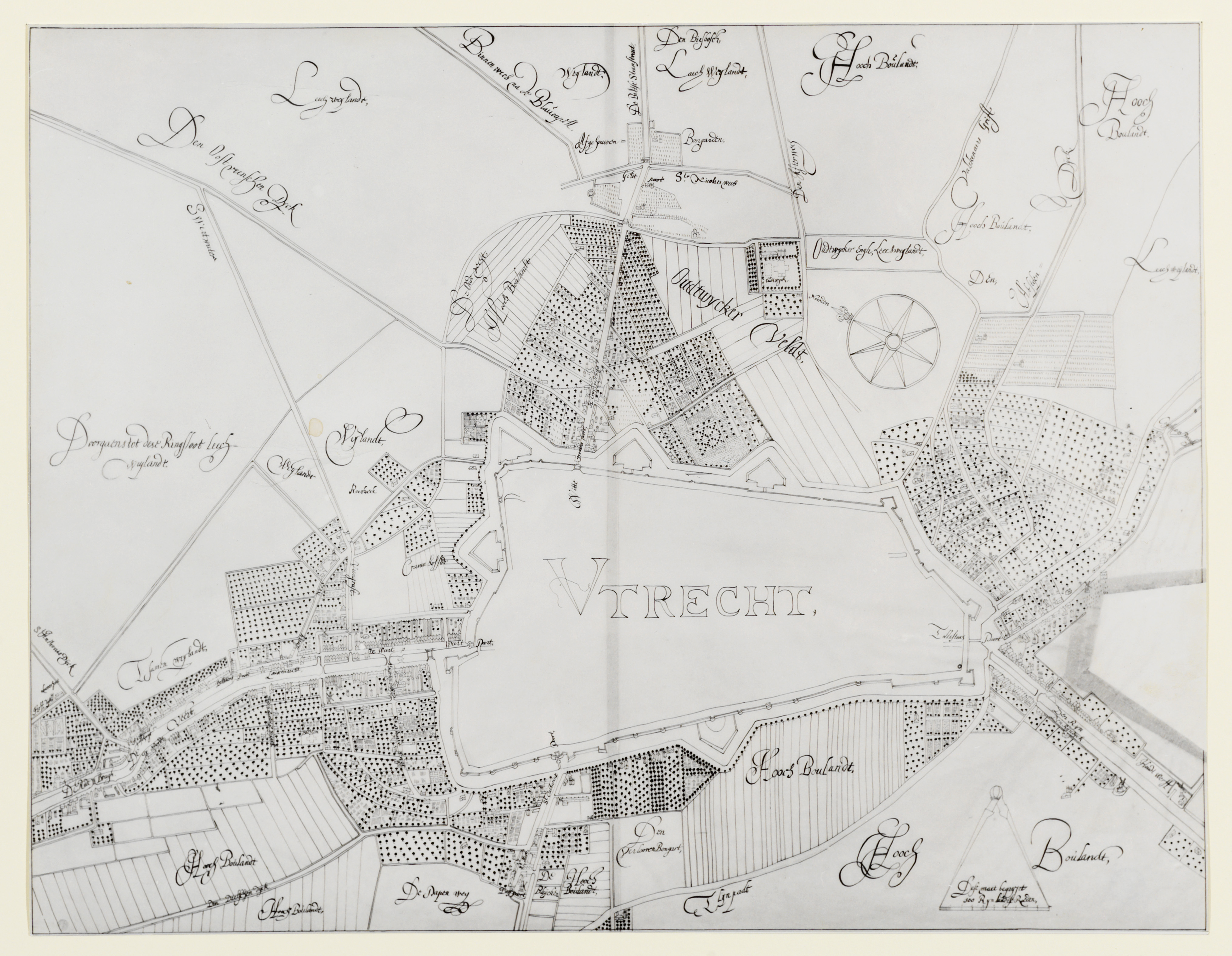
Stadskaart van J. Verstraelen (1630), met daarop de term Hooch Boulandt
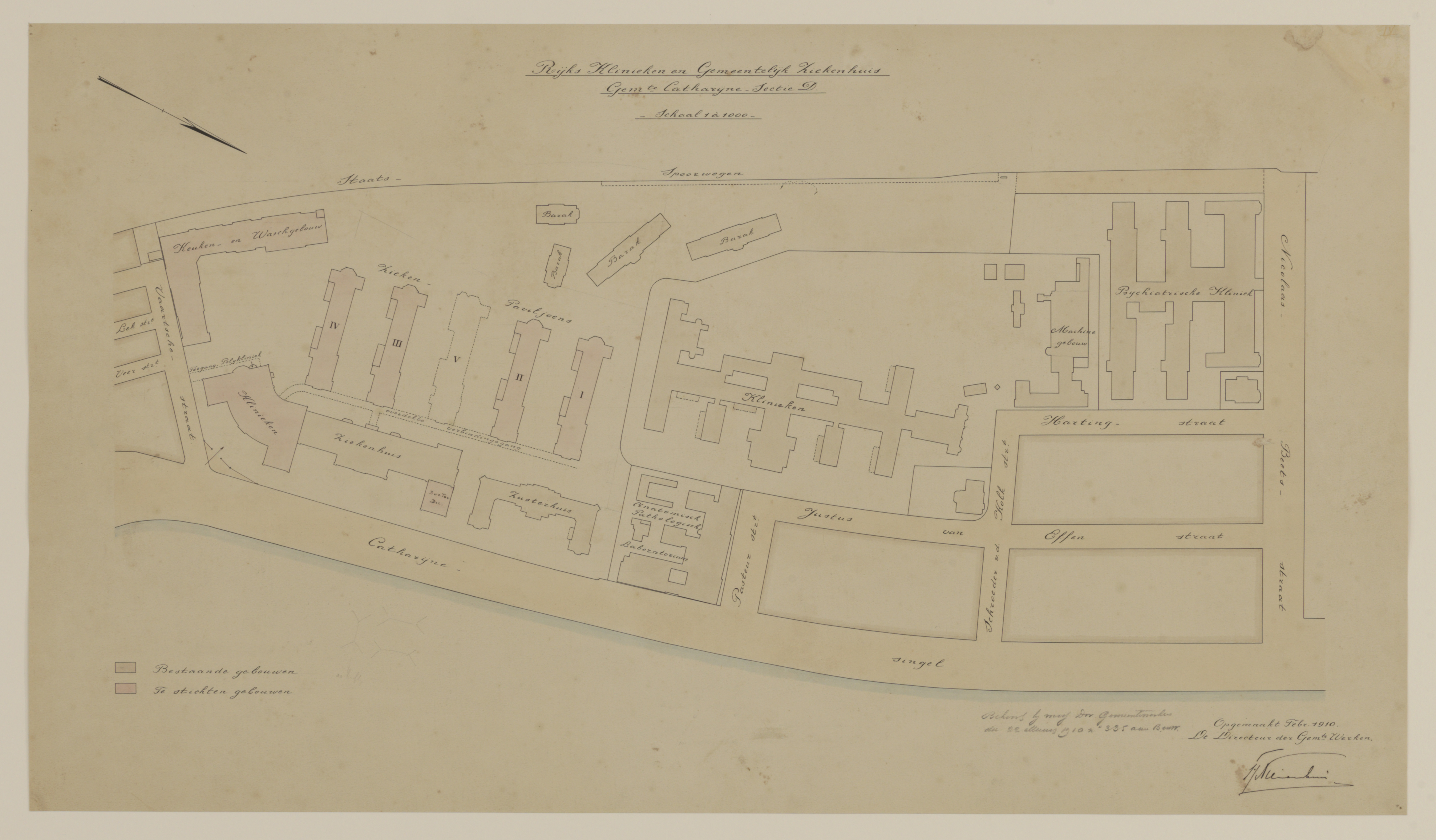
Terrein van Academisch Ziekenhuis en omringende straten, 1910
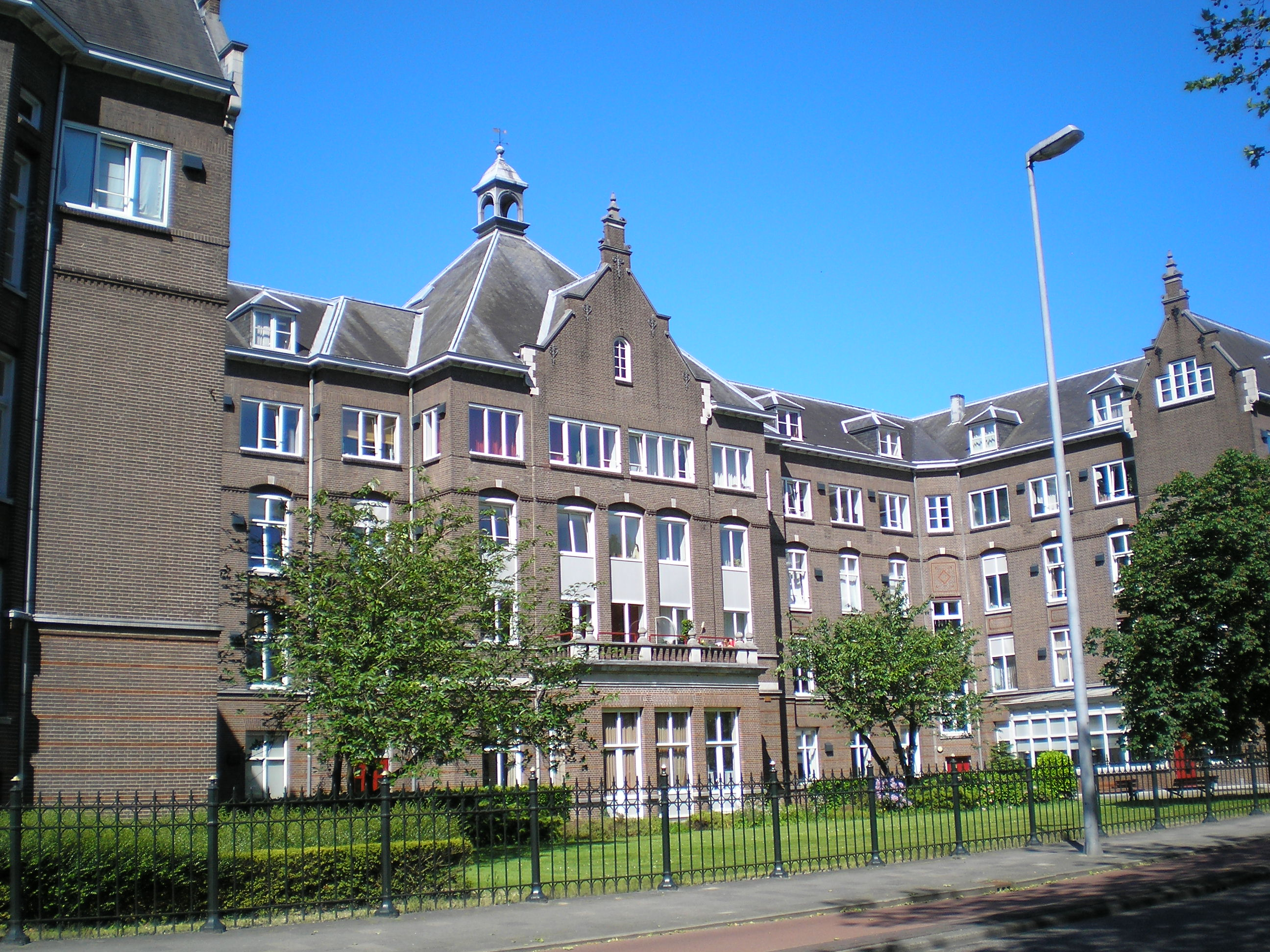
Zusterhuis Academisch Ziekenhuis als appartementencomplex
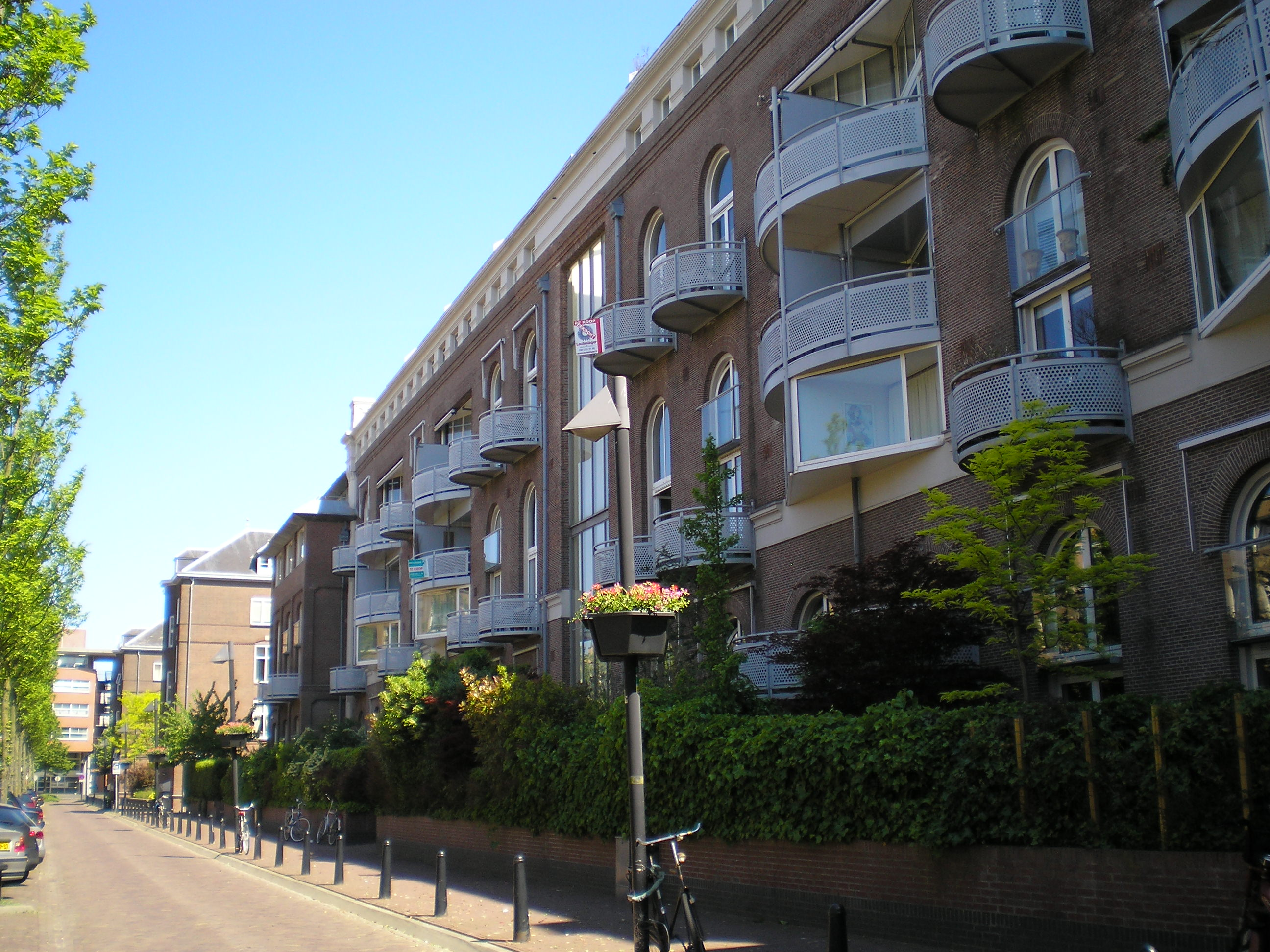
Achterzijde
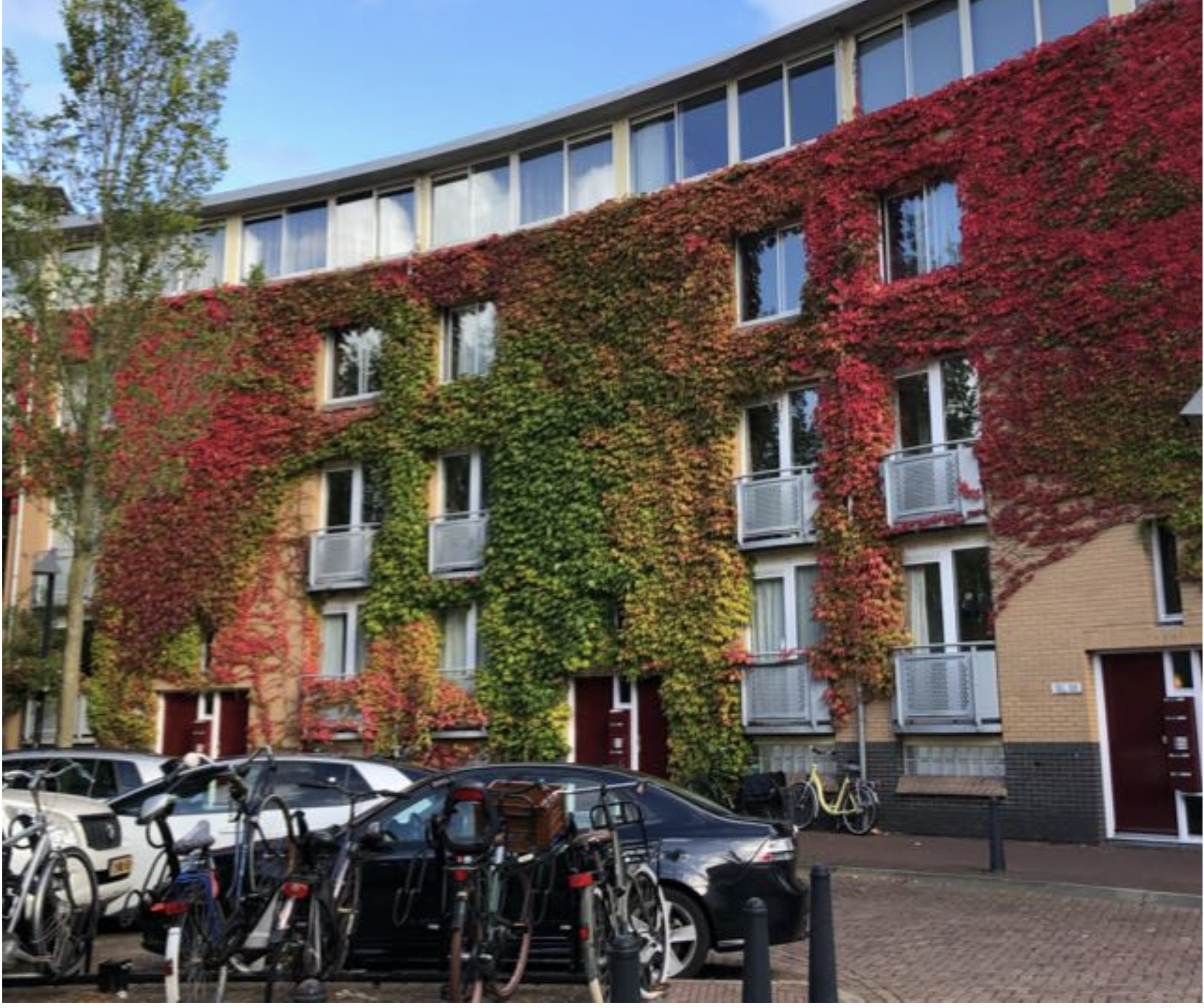
Arthur van Schendelstraat
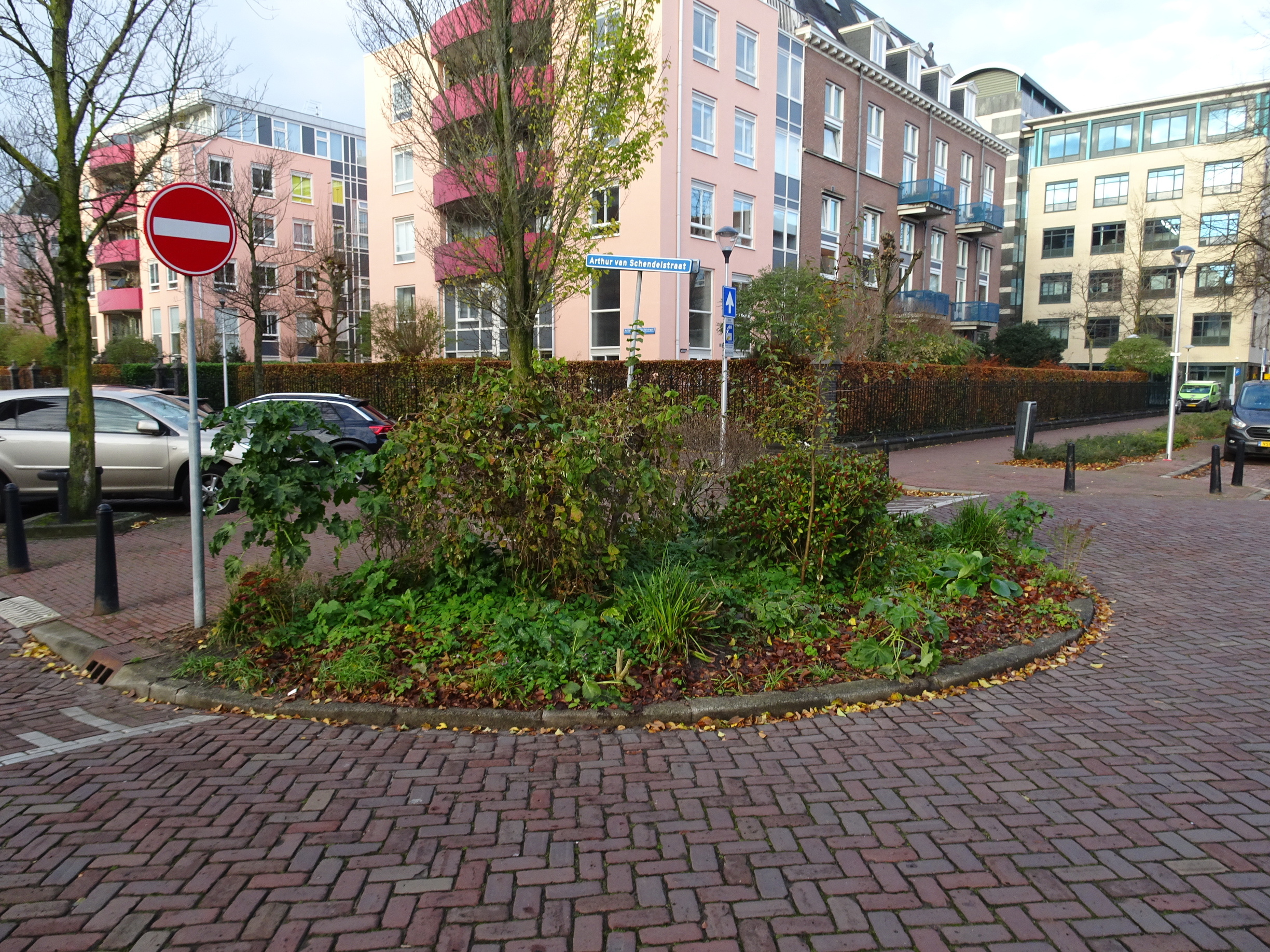
Arthur van Schendelstraat